# MUSIC GOLD RUSH ∞
『MUSIC GOLD RUSH ∞』（ミュージック ゴールド ラッシュ）は、2014年10月3日からJ:COMチャンネルで第1・3金曜日23:30 - 翌0:00に放送されている音楽番組。番組タイトルは3度改題されている。

## 概要
世間に名の知られていないインディーズアーティストを紹介する番組。「GOLD RUSH」時代はトーク中心の内容、「GOLD RUSH 2」時代は音楽フェス等のライブを中心に放送、「MGR∞」では、新時代を担うアマチュアバンドを中心に紹介する。

## 出演者

### MGR∞（2019年5月 - ）
- 審査員
  - 寺岡呼人
  - たなしん（グッドモーニングアメリカ）
- MC
  - 藤田琢己（MUSIC GOLD RUSH 2より続投）
  - ほのか（MUSIC GOLD RUSH 2より続投）

### MUSIC GOLD RUSH 2（2017年10月 - 2019年4月）
- MC
  - 藤田琢己
  - ほのか（2019年4月前半号より）

### MUSIC GOLD RUSH（2014年10月 - 2017年9月）
- MC
  - 高橋茂雄（サバンナ）
  - 西脇彩華（9nine）

- ナレーター
  - 八木真澄（サバンナ）

## スタッフ
構成：ビル坂恵
CAM：白石晋也
VE：松島博昭
CA：片岡宗介
編集：遠藤顕史
MA：水野貴浩
音効：本間孝男
音楽：George（Mop of Head）
CG：岩澤新平
技術協力：DEEP TOKYO、aLL MiX、OMNIBUS JAPAN
協力：YOSHIMOTO CREATIVE AGENCY CO.,LTD.、レプロ
SPECIAL THANKS：Gibson BRANDS
ディレクター：大丸剛司、丸谷水希、田中真理
アシスタントディレクター：東坂卓哉
プロデューサー：下口努、高野敦夫、澤原直樹、江原里実
プロモーション：緒方豊和
エグゼクティブプロデューサー：櫻井俊一
製作協力：au、ダイジョブス、SPACE SHOWER TV
制作著作：J:COM